# Kanuslalom-Weltmeisterschaften 1953
Die Kanuslalom-Weltmeisterschaften 1953 fanden 1953 in Meran in der Italien statt. 

## Ergebnisse

### Einer-Kajak
Männer:
| Platz | Land | Sportler          |
| ----- | ---- | ----------------- |
| 1     | GER  | Walter Kirschbaum |
| 2     | AUT  | Rudolf Sausgruber |
| 3     | YUG  | Milan Zadel       |

Frauen:
| Platz | Land | Sportler        |
| ----- | ---- | --------------- |
| 1     | AUT  | Fritzi Schwingl |
| 2     | GDR  | Eva Setzkorn    |
| 3     | TCH  | Dana Martanová  |

### Einer-Kajak-Mannschaft
Männer:
| Platz | Land | Sportler                                           |
| ----- | ---- | -------------------------------------------------- |
| 1     | AUT  | Franz Grafelsberger Hans Herbist Rudolf Sausgruber |
| 2     | GER  | Günter Deuble Hilmar Pawliczek Helmuth Setzkorn    |
| 3     | GER  | Karl Bruns Dieter Frank Karl Roth                  |

Frauen:
| Platz | Land | Sportler                                         |
| ----- | ---- | ------------------------------------------------ |
| 1     | TCH  | Dana Martanová Květa Havlová Jaroslava Havlová   |
| 2     | GDR  | Anneliese Borwitz Eveline Pawliszek Eva Setzkorn |
| 3     | AUT  | Ulrike Werner Gertrude Will Fritzi Schwingl      |

### Einer-Canadier
Männer:
| Platz | Land | Sportler         |
| ----- | ---- | ---------------- |
| 1     | SUI  | Charles Dussuet  |
| 2     | TCH  | Václav Nič       |
| 3     | TCH  | Vladimír Jirásek |

### Einer-Canadier-Mannschaft
Männer:
| Platz | Land | Sportler                                          |
| ----- | ---- | ------------------------------------------------- |
| 1     | TCH  | Václav Nič Vladimír Jirásek Stanislav Jánský      |
| 2     | SUI  | Roland Bardet Charles Dussuet Jean-Paul Rössinger |
| 3     | FRA  | Pierre Biehler Jacques Marsigny Jacques Velard    |

### Zweier-Canadier
Männer:
| Platz | Land | Sportler                             |
| ----- | ---- | ------------------------------------ |
| 1     | SUI  | Charles Dussuet / Jean Engler        |
| 2     | TCH  | Václav Nič / Jan Šulc                |
| 3     | FRA  | Pierre d’Alençon / Jean-Luc Houssaye |

### Zweier-Canadier-Mannschaft
Männer:
| Platz | Land | Sportler                                                                                      |
| ----- | ---- | --------------------------------------------------------------------------------------------- |
| 1     | FRA  | Pierre d’Alençon / Jean-Luc Houssaye René Gavinet / Simon Gavinet Claude Neveu / Roger Paris  |
| 2     | SUI  | Charles Dussuet / Jean Engler Pierre Dufour / Pierre Rössinger R. Junod / Jean-Paul Rössinger |
| 3     | TCH  | Miroslav Čihák / Jan Pecka Václav Havel / Jiří Pecka Josef Hendrych / Jiří Hradil             |

## Medaillenspiegel
| Platz  | Land             | Gold | Silber | Bronze | Gesamt |
| ------ | ---------------- | ---- | ------ | ------ | ------ |
| 1      | Tschechoslowakei | 2    | 2      | 3      | 7      |
| 2      | Schweiz          | 2    | 2      | —      | 4      |
| 3      | Österreich       | 2    | 1      | 1      | 4      |
| 4      | BR Deutschland   | 1    | 1      | 1      | 3      |
| 5      | Frankreich       | 1    | —      | 3      | 4      |
| 6      | DDR              | —    | 2      | —      | 2      |
| 7      | Jugoslawien      | —    | —      | 1      | 1      |
| Gesamt | Gesamt           | 8    | 8      | 8      | 24     |